# Франсуа-Ксав'є Белламі
Франсуа-Ксав'є Белламі (фр. François-Xavier Bellamy; народився 11 жовтня 1985) — французький есеїст, вчитель середньої школи та політик. Він є колишнім заступником мера Версаля (2008–2019), а зараз є членом Європейського парламенту (2019–дотепер), очолюючи список Республіканців (LR) на виборах 2019 та 2024 років.
З 2023 року він є виконавчим віце-президентом LR.

## Молодість і освіта
Франсуа-Ксав'є Белламі народився в 1985 році в Парижі.
Белламі отримав освіту в École Sainte-Marie des Bourdonnais, приватній школі у Версалі. Після дворічних підготовчих класів (A/L) у Lycée Henri-IV він потрапив до Вищої нормальної школи в Парижі, яку закінчив у 2005 році . У 2008 році отримав агреже з філософії.

## Рання кар'єра
У 2008 році Белламі викладав філософію в ліцеї Сент-Женев'єв і ліцеї Нотр-Дам де Граншамп у Версалі У 2009 році він викладав у ліцеї Огюста Ренуара в Аньєр-сюр-Сен, ліцеї Луї Баскана в Рамбуйє та ліцеї Hôtelier у Гіянкурі. З 2011 року викладає філософію та історію мистецтв у підготовчих класах Ліцею Бломе в Парижі.
Белламі є автором чотирьох книг. У 2014 році він отримав приз Prix d'Aumale від Французької академії за свою першу книгу Les déshérités ou l'urgence de transmettre (в перекладі з французької Позбавлення спадщини або терміново передати). У цьому есе він аналізує провал французької освітньої системи як результат ідеології, яка відмовляється від передачі культури, таким чином створюючи позбавлених спадщини учнів.

## Політична кар'єра

### Кар'єра в місцевій політиці
Белламі був заступником мера Версаля з питань зайнятості, молоді та вищої освіти.
Він був кандидатом на виборах до Національних Зборів Франції в 1-му виборчому окрузі Івелін у 2017 році, висунутий Республіканцями, але програв у другому турі кандидату від Відродження  Дідьє Байчеру отримавши 48,9% проти 51,1% голосів.

### Член Європейського парламенту, 2019–дотепер
З травня 2019 року Белламі є членом Європейського парламенту від ЄНП . У парламенті він є членом Комітету з питань рибальства (PECH) і Комітету з питань промисловості, досліджень та енергетики (ITRE).
На додаток до своїх обов’язків у комітеті, Белламі є частиною Міжпарламентського альянсу з питань Китаю.

## Політичні позиції
Напередодні з’їзду республіканців у 2022 році Белламі підтримав Бруно Ретайо на посаді голови партії.
У спільному листі, ініційованому Норбертом Реттгеном та Ентоні Гонсалесом напередодні 47-го саміту G7 у 2021 році, Белламі приєднався до близько 70 законодавців з Європи та США, закликаючи їх лідерів зайняти жорстку позицію щодо Китаю та «уникати залежності» від цієї країни в частині технологій, включаючи штучний інтелект і 5G.
Белламі був учасником французького руху проти гей-шлюбів від його сучасного започаткування.

## Публікації
- Bellamy, Francois-Xavier (2018). Demeurer. Paris: Grasset. ISBN 978-2246815587.
- Bellamy, François-Xavier (2014). Les déshérités ou l'urgence de transmettre. Paris: Plon. ISBN 9782259223430. OCLC 898168580.
- Bellamy, François-Xavier (2016). A la jeunesse : De Saint-Exupéry à Steve Jobs, de grandes voix appellent à vivre intensément. Paris: Librio. ISBN 9782290120613.
- Bellamy, Francois-Xavier (2016). Éduquer avec Rousseau : conférence à destination des parlementaires prononcée le 20 mai 2015. Paris: SOS Éducation. ISBN 9791093981123. OCLC 958253810.